# Вольвич, Сергей Иосифович
Вольвич Сергей Иосифович ( 1 апреля 1910, Рогачёв Могилёвской губернии — 1970, Саратов ) — советский учёный в области строительной механики, педагог. Доктор технических наук (1947), профессор (1947).

## Биография
В 1928 году поступил на строительный факультет Ленинградского политехнического института. Из-за реорганизации высшей школы окончил Ленинградский институт инженеров промышленного строительства (отраслевой вуз Ленинградского политехнического института) по специальности инженера-конструктора (1933). В 1933-1934 работал в производственно-техническом отделе на строительстве Барнаульского текстильного комбината. С 1934 преподавал на кафедре строительной механики Ленинградского института инженеров коммунального строительства. В 1937-1938 — заведующий кафедрой инженерных конструкций и сооружений Красноярского лесотехнического института. В 1938-1941 — заведующий кафедрой строительной механики Новосибирского инженерно-строительного института (1938–1941). Участник Великой Отечественной войны. С сентября 1944 — заведующий кафедрой строительной механики и строительных конструкций СибАДИ, с октября 1945 по 1948 по совместительству заведовал кафедрой сопротивления материалов Омского машиностроительного института. С 1948 по 1970 возглавлял кафедру «Строительная механика» Саратовского автомобильно-дорожного института.

Автор 70 научных работ.

## Научные работы
- «Точный метод расчета устойчивости рам» // Сб. тр. НИСИ-ЛИКС. Новосибирск, 1936;
- «Устойчивость многопролетных рам» // Сб. тр. НИСИ-ЛИКС. Новосибирск, 1938.
- «Конспект лекций по специальному курсу строительной механики» [Текст] : Для студентов заоч. обучения / М-во высш. и сред. спец. образования РСФСР. Сарат. политехн. ин-т. - Саратов : [б. и.], 1967.